# Someone's Watching Over Me
«Someone's Watching Over Me» es una canción grabada por la cantante estadounidense Hilary Duff para su segundo álbum homónimo (2004). Fue lanzado por Hollywood Records como el segundo sencillo. La canción fue escrita por Kara DioGuardi y John Shanks, quien también produjo la canción.

## Grabación y composición
La canción fue escrito por dioguardi y Shanks para la película Raise Your Voice, en la que Duff era la protagonista. La película, que está situada en una Artes escénicas la escuela de verano, Duff escribe la canción con sus compañeros. Duff interpretó la canción durante el clímax de la película frente a sus padres, alumnos y maestros.
"Someone's Watching Over Me" es una moderada de ritmo pop que se mueve en un tempo 78 latidos por minuto. escrito en la clave de la C # menor de edad, la canción se ha la secuencia de C # M-f # M-B-B / a b -abm-ab / C como su progresión de acordes. líricamente, la canción habla sobre "la celebración de no importar lo que ocurre en la vida, con la creencia de que alguien ve sobre nosotros".

## Recepción
Según Paul Broucek, vicepresidente ejecutivo de música para New Line Cinema, en noviembre de 2004, "Someone's Watching Over Me" fue uno de los posibles candidatos al estudio para una nominación al Premio Academia por Mejor Canción Original en los 77th Premios de la Academia. The Herald Sun escribió sobre "Someone's Watching Over Me", que otorgó una estrella, "Sí, eso sería Lindsay Lohan. Son solteras entre sí cuando se trata de música, aunque Duff fue el primero con la educado soft rock tipo Avril-lavigne. Sin embargo, esta balada cargada de positividad apesta ". The Sunday Telegraph publicó una reseña de dos estrellas de la canción, editorializando que "La palpitante migraña dio una patada en algún lugar alrededor de la letra:" He visto ese rayo de luz / Está brillando en mi destino "[...] una descerebrado, dosis infecciosa de empoderamiento adolescente hecho por encargo pop".

## Desempeño comercial
"Someone's Watching Over Me" no pudo ingresar al Billboard Hot 100. Desde el 27 de julio de 2014, la canción había vendido 238,000 copias digitales en los Estados Unidos. Durante la semana del lanzamiento de radio del sencillo en Australia en enero, fue la quinta canción más agregada a las listas de reproducción de la estación. Después de su lanzamiento como sencillo al mes siguiente, alcanzó el número veintidós en la lista de singles del ARIA y permaneció en los primeros cuarenta durante nueve semanas. El lado B del Senciloo es una versión de The Who "My Generation".

## Video musical
El video fue lanzado en ABC Broadband a mediados de 2005, es una interpretación de Duff en la película La Chica del Verano (Raise Your Voice), la escena clímax en el tetro en un concurso de canto sirvió como el video promocional de Raise Your Voice y del segundo sencillo de Duff en Australia.la canción es muy reconocida a nivel mundial gracias a la promoción de Raise Your Voice y su debut en Radios.

## Formatos y lista de canciones
Sencillo en CD
1. «Someone's Watching Over Me» - 4:11
2. «My Generation» - 2:41

## Posicionamientos
| Listas (2005)    | Posicioón |
| ---------------- | --------- |
| Australia (ARIA) | 22        |

- Datos: Q2609340